# Wybory prezydenckie w Stanach Zjednoczonych w 1880 roku

Mapa wyborcza Stanów Zjednoczonych w 1880 roku. Liczba na mapie określa liczbę przedstawicieli stanu w Kolegium Elektorów

Wybory prezydenckie w Stanach Zjednoczonych w 1880 roku – dwudzieste czwarte wybory prezydenckie w historii Stanów Zjednoczonych. Na urząd prezydenta wybrano Jamesa Garfielda, a wiceprezydentem został Chester Arthur.

## Kampania wyborcza
Zgodnie z obietnicą, złożoną na przy obejmowaniu urzędu, Rutherford Hayes obiecał być prezydentem tylko przez jedną kadencję, zatem nie ubiegał się o reelekcję. Na konwencji Partii Republikańskiej starły się dwa skrzydła: konserwatywne Stalwarts i bardziej umiarkowane Half-Breeds. Liderzy pierwszej frakcji chcieli dać nominację prezydencką Ulyssesowi Grantowi. Druga frakcja skłaniała się ku Jamesowi Blaine’owi lub Johnowi Shermanowi. Po 30 głosowaniach, frakcja Half-Breeds zaproponowała kandydaturę Jamesa Garfielda, co skłoniło Shermana do przekazania mu swoich głosów. Aby zapobiec rozłamom w partii, z powodu takiej kandydatury, nominację wiceprezydencką otrzymał Chester Arthur, przyjaciel lidera frakcji Stalwarts, Roscoe’a Conklinga. Partia Demokratyczna, która dwa lata wcześniej wygrała wybory do Kongresu nie potrafiła zdecydować się na kandydata w wyborach. Ostatecznie nominację uzyskała nowa osoba na amerykańskiej scenie politycznej Winfield Hancock, były generał Unii z czasów wojny secesyjnej. Kandydatem Greenback Party został James B. Weaver.

## Kandydaci

### Partia Zwolenników Papierowego Pieniądza

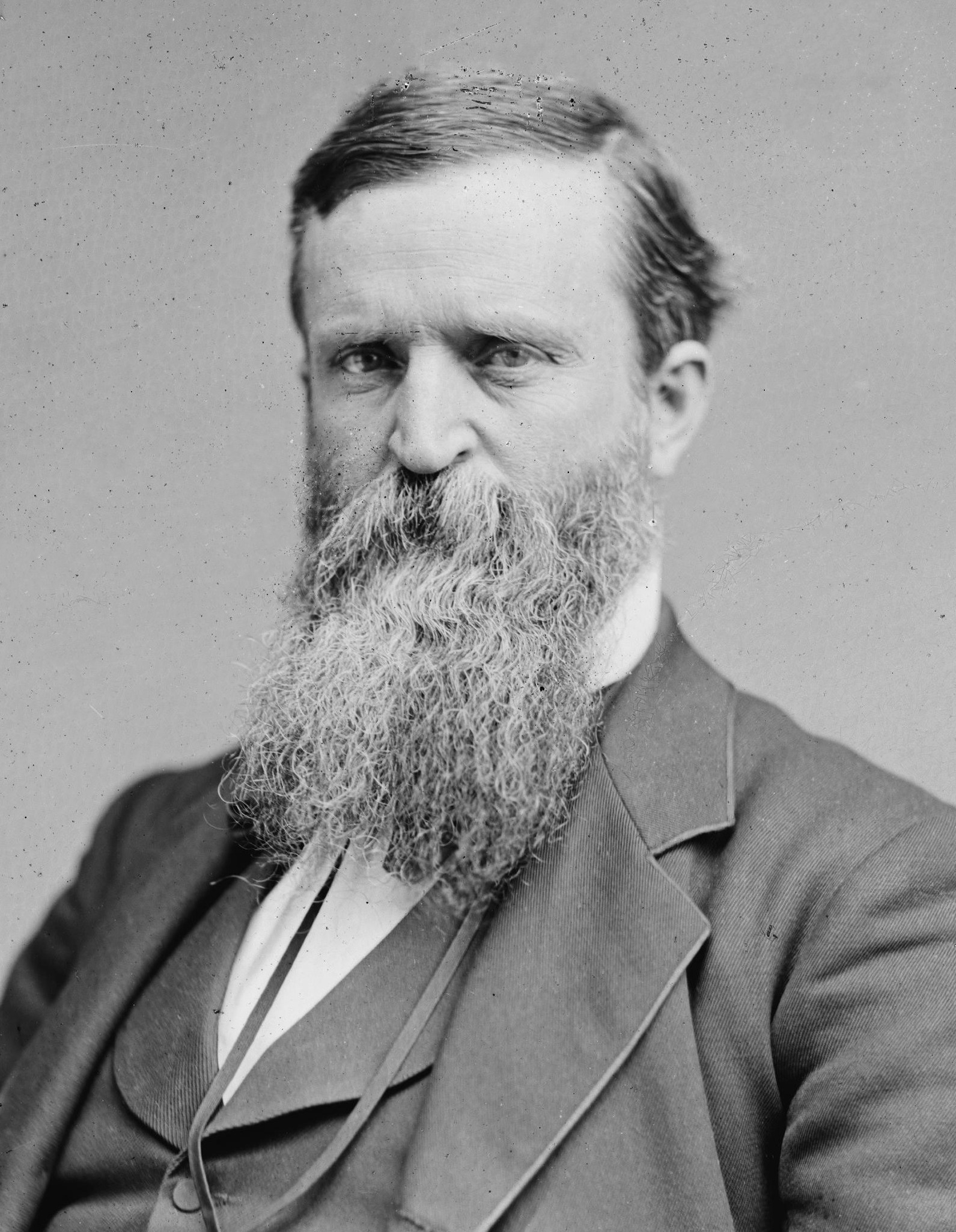
James Weaver

### Partia Demokratyczna

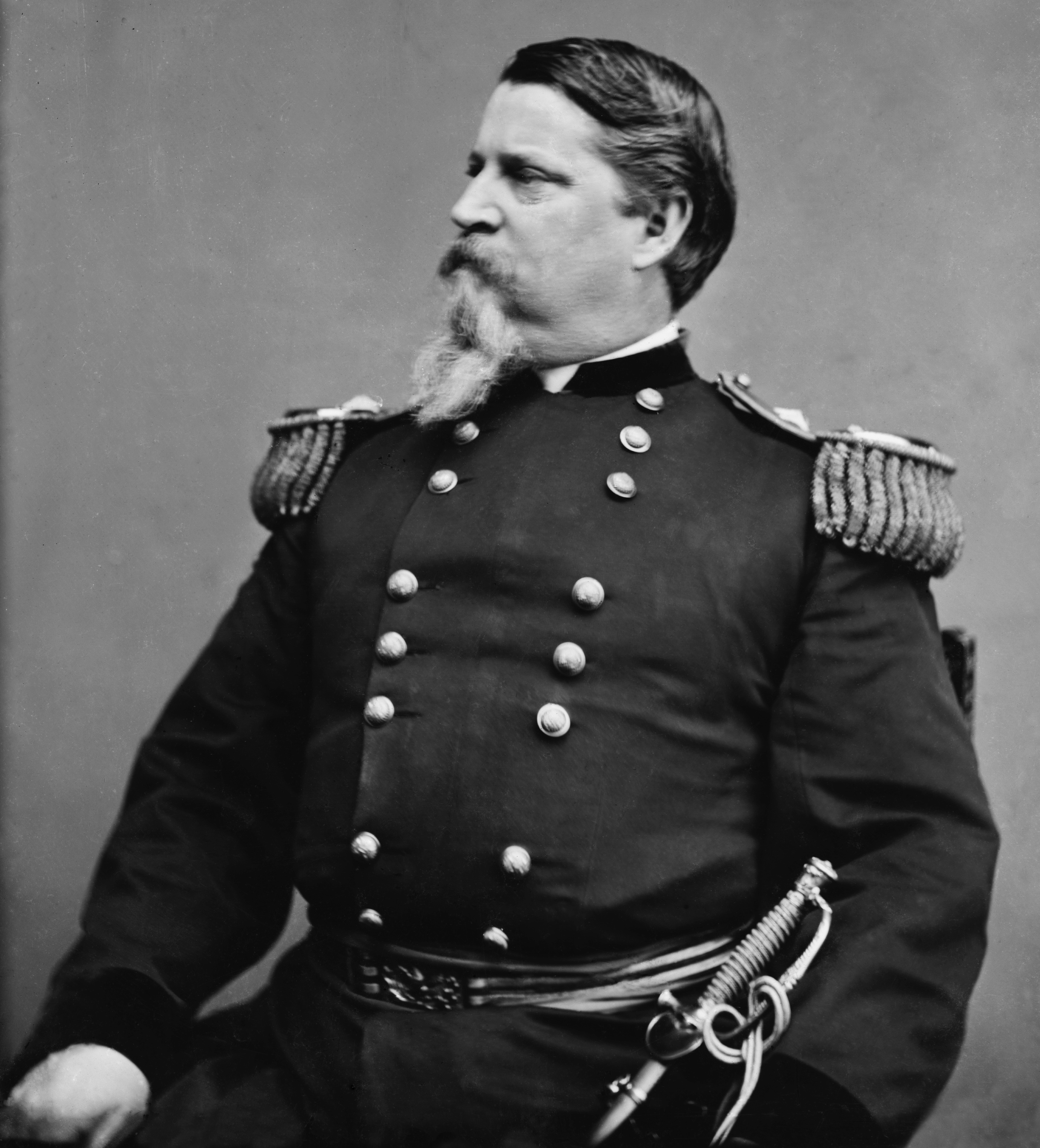
Winfield Hancock
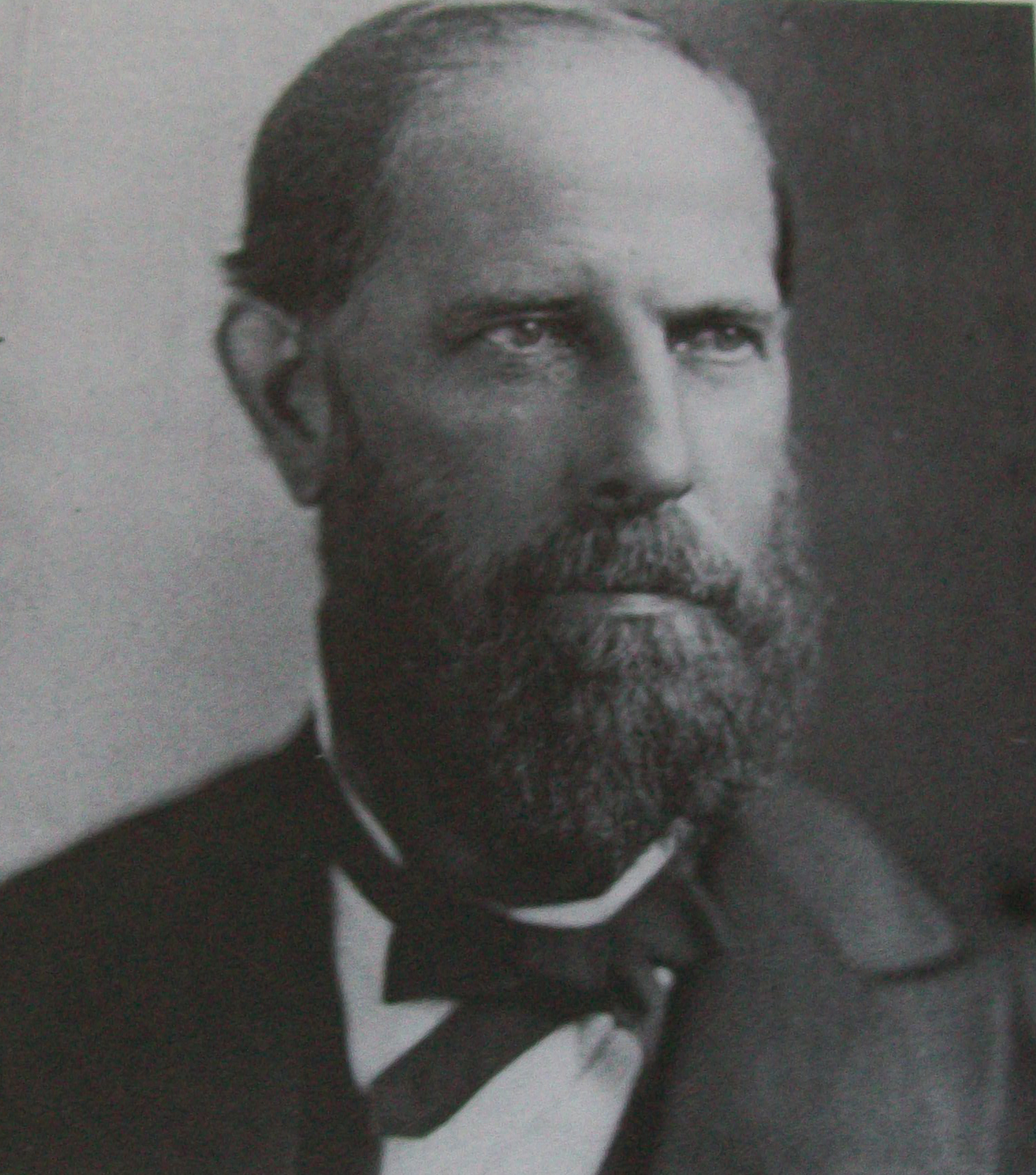
William English

### Partia Republikańska

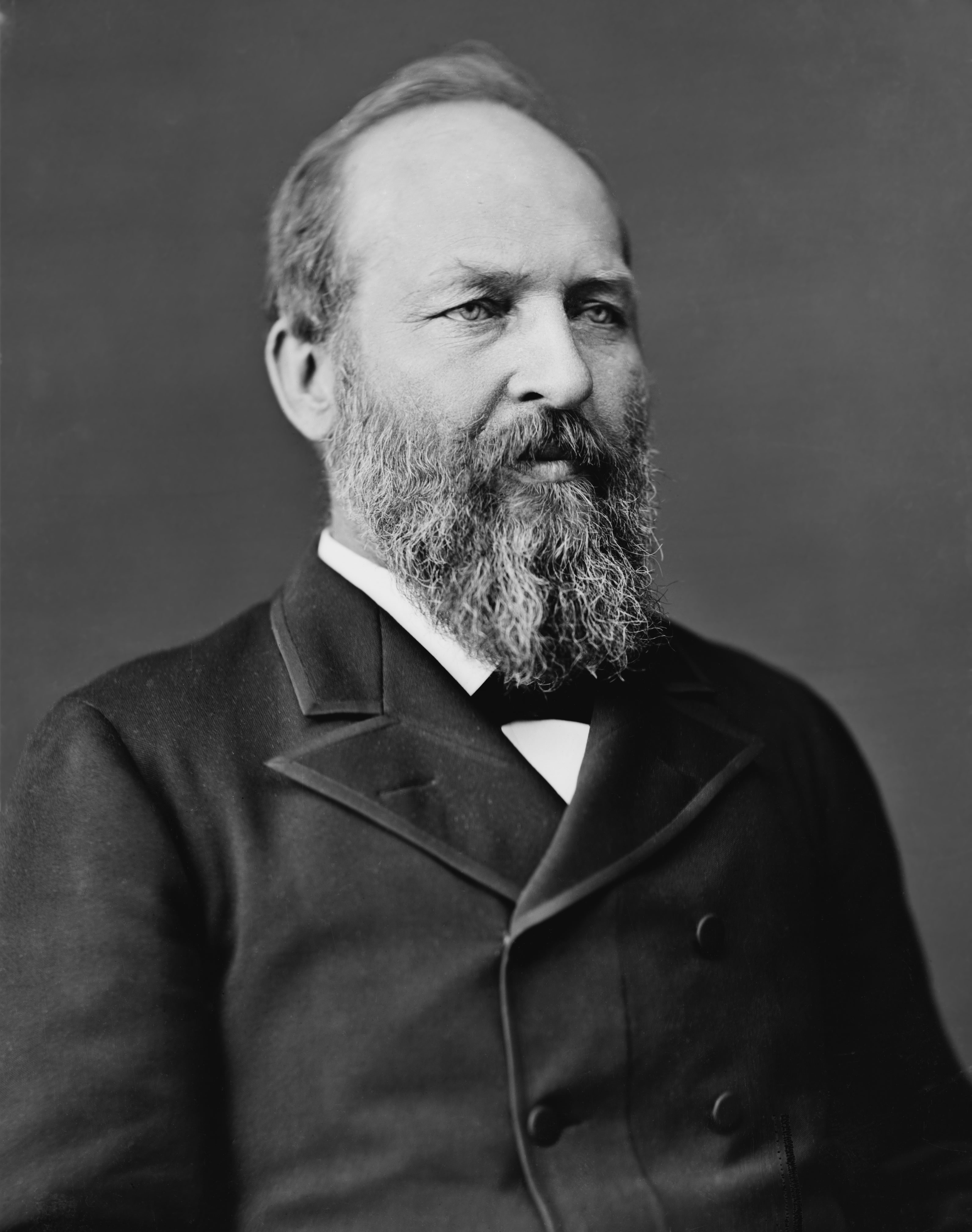
James Garfield
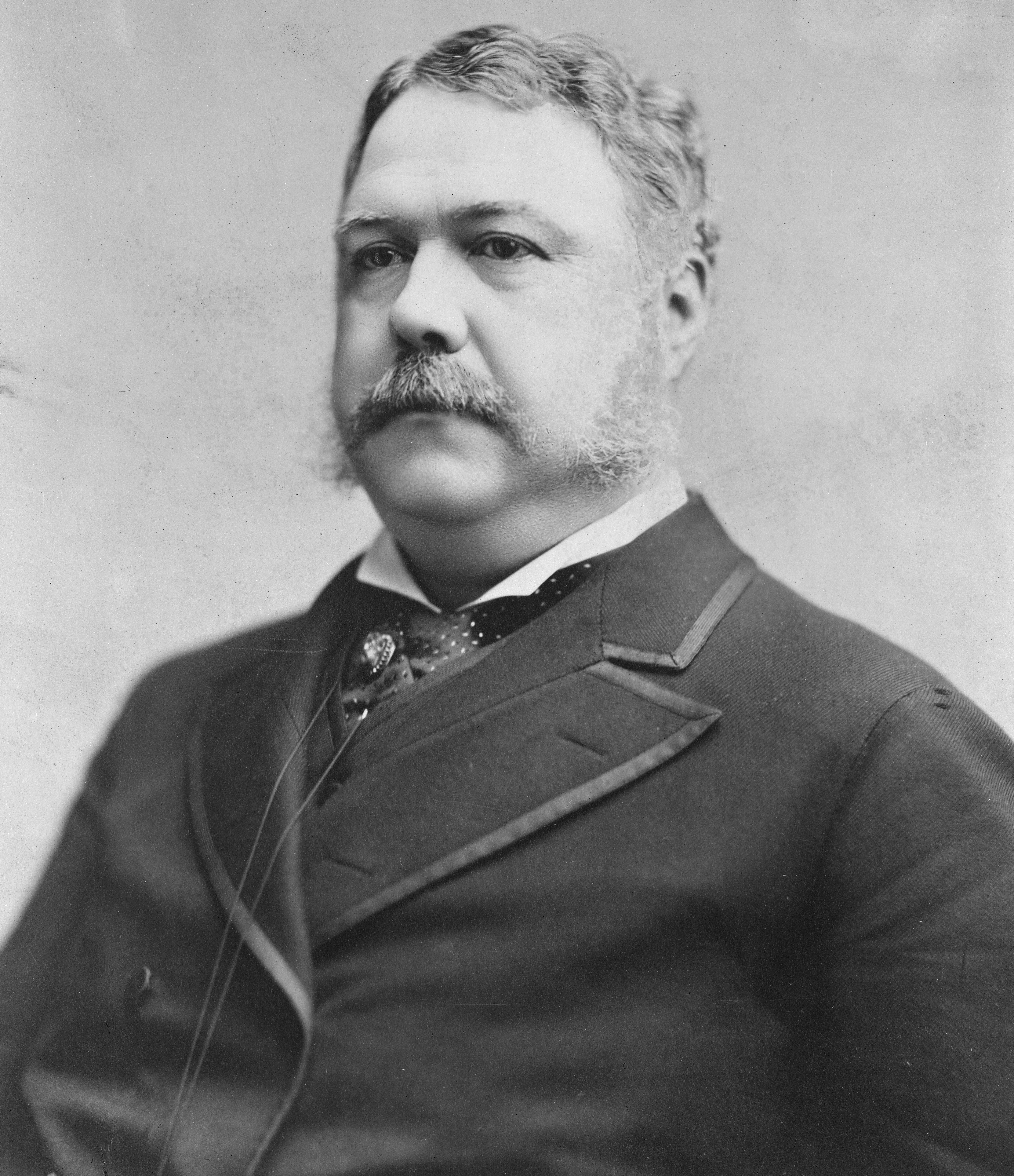
Chester Arthur

## Wyniki głosowania
Głosowanie powszechne odbyło się 2 listopada 1880. Garfield uzyskał 48,3% poparcia, wobec 48,2% dla Hancocka i 3,3% dla Jamesa Weavera. Ponadto, nieco ponad 14000 głosów oddano na niezależnych elektorów, głosujących na innych kandydatów. Frekwencja wyniosła 79,4%. W głosowaniu Kolegium Elektorów Garfield uzyskał 214 głosów, przy wymaganej większości 185 głosów. Hancock otrzymał 155 głosów elektorskich. W głosowaniu wiceprezydenckim zwyciężył Chester Arthur, uzyskując 214 głosów przy 155 głosach dla Williama Englisha.
| Kandydat na prezydenta | Partia                                   | Głosowanie powszechne | Głosowanie powszechne | Kolegium Elektorów |
| Kandydat na prezydenta | Partia                                   | Głosy                 | Procent               | Kolegium Elektorów |
| ---------------------- | ---------------------------------------- | --------------------- | --------------------- | ------------------ |
| James Garfield         | Partia Republikańska                     | 4 446 158             | 48,3%                 | 214                |
| Winfield Hancock       | Partia Demokratyczna                     | 4 444 260             | 48,2%                 | 155                |
| James Weaver           | Partia Zwolenników Papierowego Pieniądza | 305 997               | 3,3%                  | 0                  |
| Łącznie                | Łącznie                                  | Łącznie               | Łącznie               | 369                |

| Kandydat na wiceprezydenta | Partia               | Kolegium Elektorów |
| -------------------------- | -------------------- | ------------------ |
| Chester Arthur             | Partia Republikańska | 214                |
| William English            | Partia Demokratyczna | 155                |
| Łącznie                    | Łącznie              | 369                |